# Torbjörn Nilsson
Torbjörn Anders Nilsson (Västerås, 9 luglio 1954) è un allenatore di calcio ed ex calciatore svedese, di ruolo attaccante.

## Carriera
È arrivato al 22º posto nella classifica del Pallone d'oro 1984.

## Palmarès

### Giocatore

#### Club

##### Competizioni nazionali
- Svenska Cupen: 2

IFK Göteborg: 1979, 1982
- Campionato svedese: 2

IFK Göteborg: 1982, 1984

##### Competizioni internazionali
- Coppa UEFA: 1

IFK Göteborg: 1981-1982

#### Individuale
- Capocannoniere del campionato svedese: 1

1981 (20 gol)
- Capocannoniere della Coppa UEFA: 1

1981-1982 (9 gol)
- Guldbollen: 1

1982
- Capocannoniere della Coppa dei Campioni: 2

1984-1985 (7 gol ex aequo con Michel Platini della Juventus), 1985-1986 (7 gol)